# ミラノ市電7500形電車
ミラノ市電7500形電車はイタリアの都市・ミラノの路面電車（ミラノ市電）の車両。	アンサルドブレーダ（現：日立レール）が開発した超低床電車「シリオ（Sirio）」の1車種で、改良型の7600形と共に、「小さいシリウス」を意味する「シリエット（Sirietto）」と呼ばれている。

## 概要
ミラノ市電における路面電車の高規格化（メトロトランヴィア、Metrotranvia）の一環として導入された、片運転台・5車体連接式の路面電車車両。編成は台車を持たないフローティング車体を台車を有する車体が挟み込むという形態となっている。そのうち前後車体には出力値106 kWの主電動機2基から動力が伝達される動力台車が備わっている。車内は全体が床上高さ350 mmという低床構造になっている他、車内には車椅子用のフリースペースが1箇所設置されている。

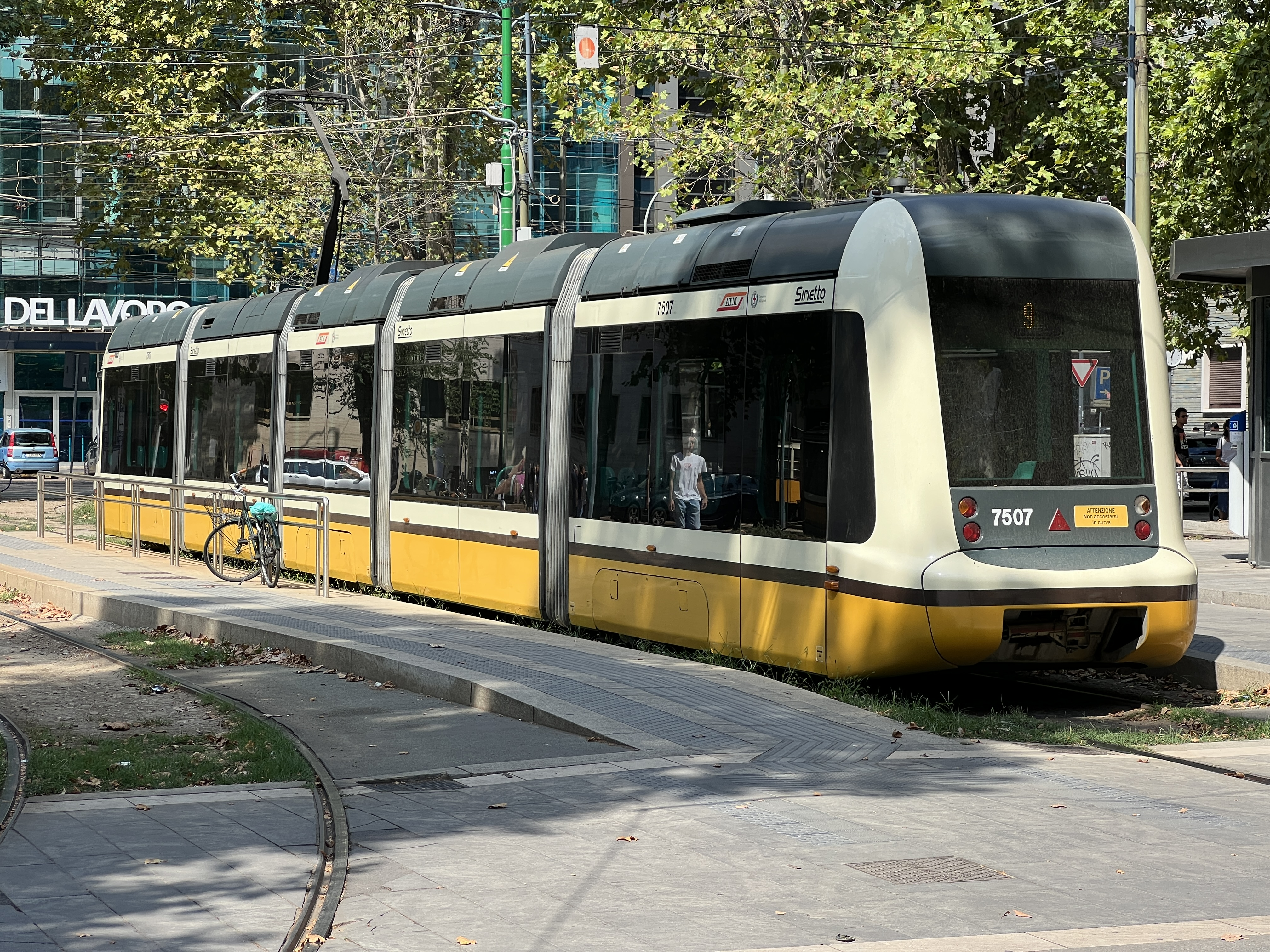
後部車体には運転台が無い（7500形、7507）（2022年撮影）

2005年の導入当初、7500形は後部車体に乗降扉が設置されておらず、全長は約25 mであった。だが、運用上不便が生じた事で、改良型車両として2008年以降導入された7600形は機器配置の変更に加えて後部車体が延長され、乗降扉が追加された。その後、7500形のうち初期の車両について後部車体を交換する工事が実施された他、それ以降に製造された車両は7600形と同型の車体を有している。これらを含め、7500形は35両（7501 - 7535）、7600形は33両（7601 - 7633）が製造されている。

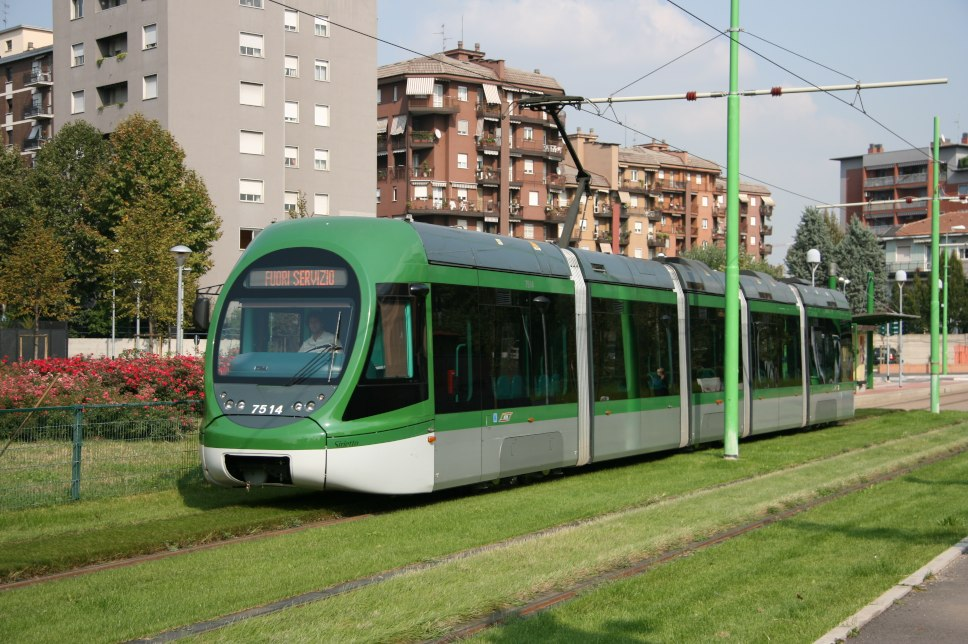
製造初期、全長25 m時代の7500形（7514）（2008年撮影）
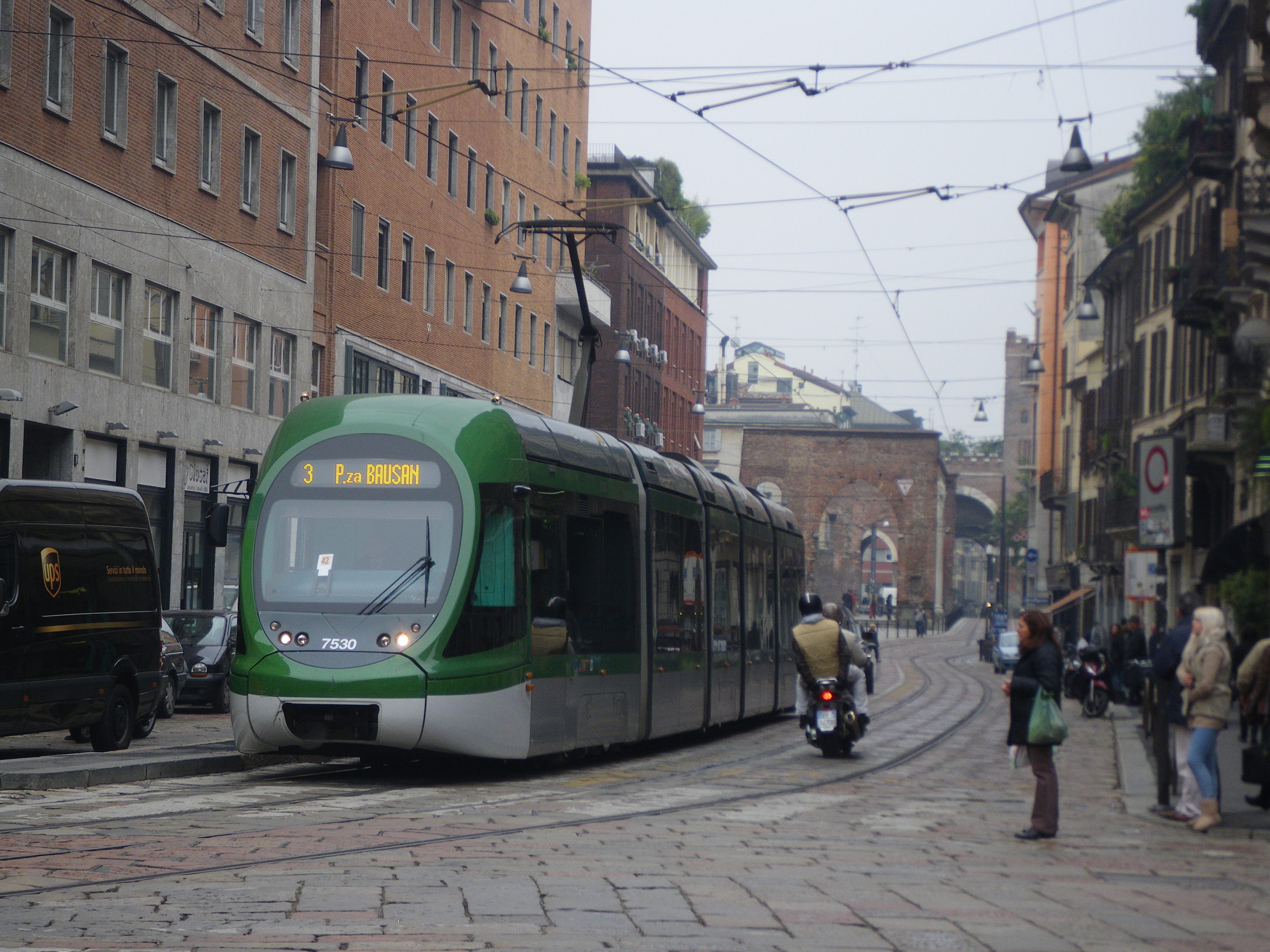
後期に製造された7500形は後部車体が延長されている（7530）
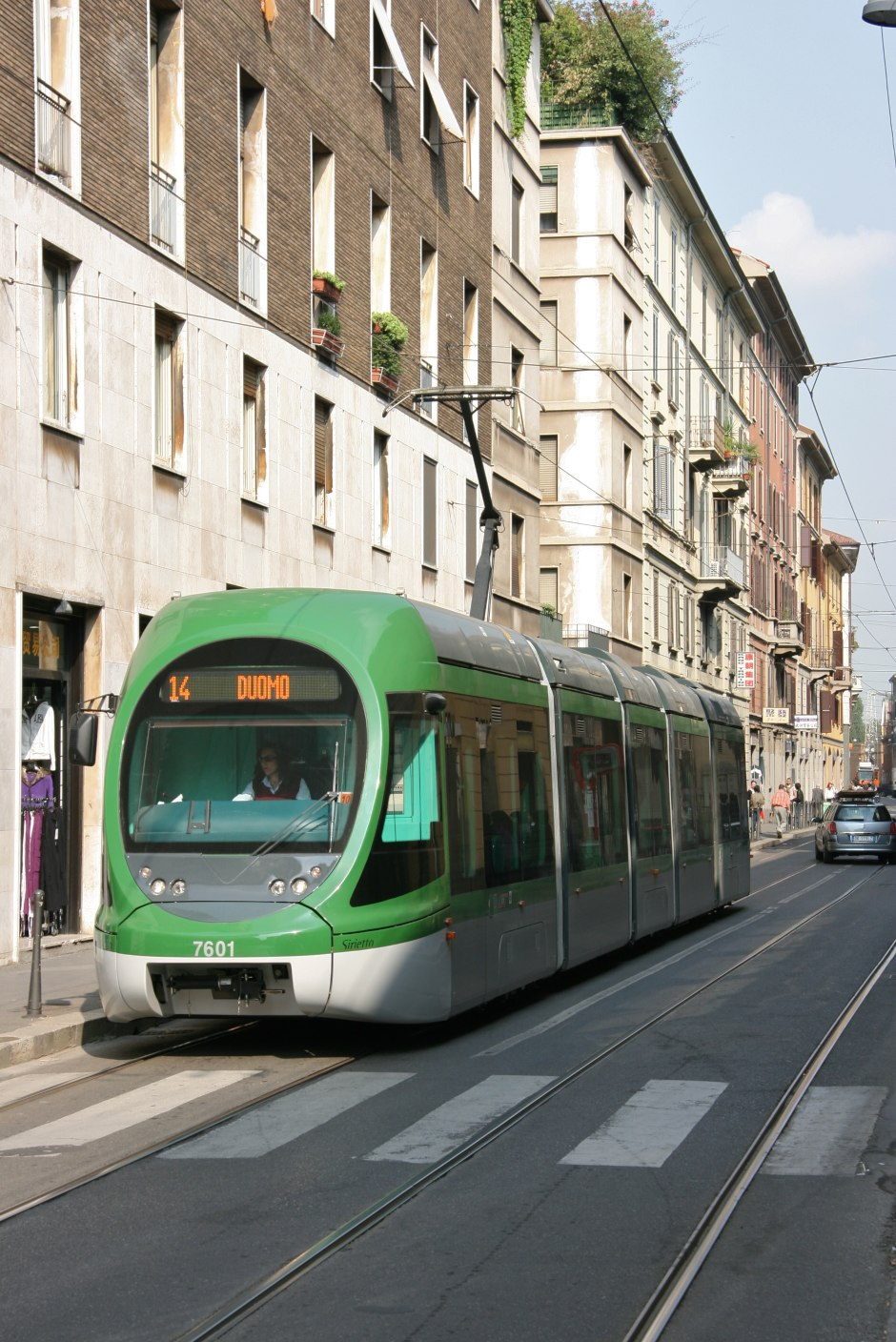
7600形は製造初期から後部車体が延長されている（7601）（2008年撮影）

塗装については、導入当初緑色を基調に車体下部を白色とする塗装が用いられたが、2009年に実施された人気投票の結果に基づき、同年以降順次上半分を白色、下半分を黄色という、旧型電車（1500形）の初期塗装を基にした「ジャッロ・ミラノ（Giallo Milano）」と呼ばれるものへ変更されている。

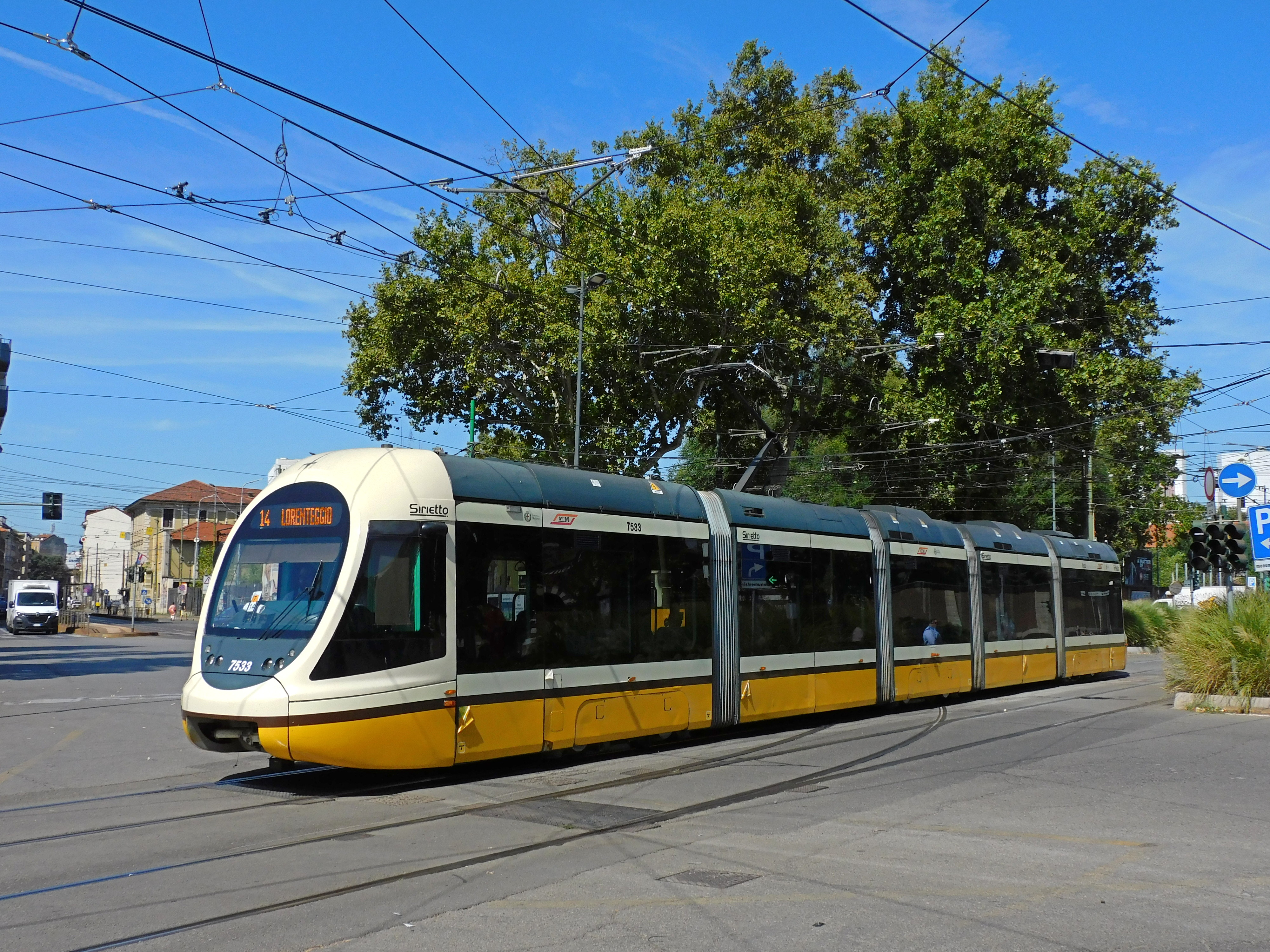
塗装が変更された7500形（7533）（2024年撮影）
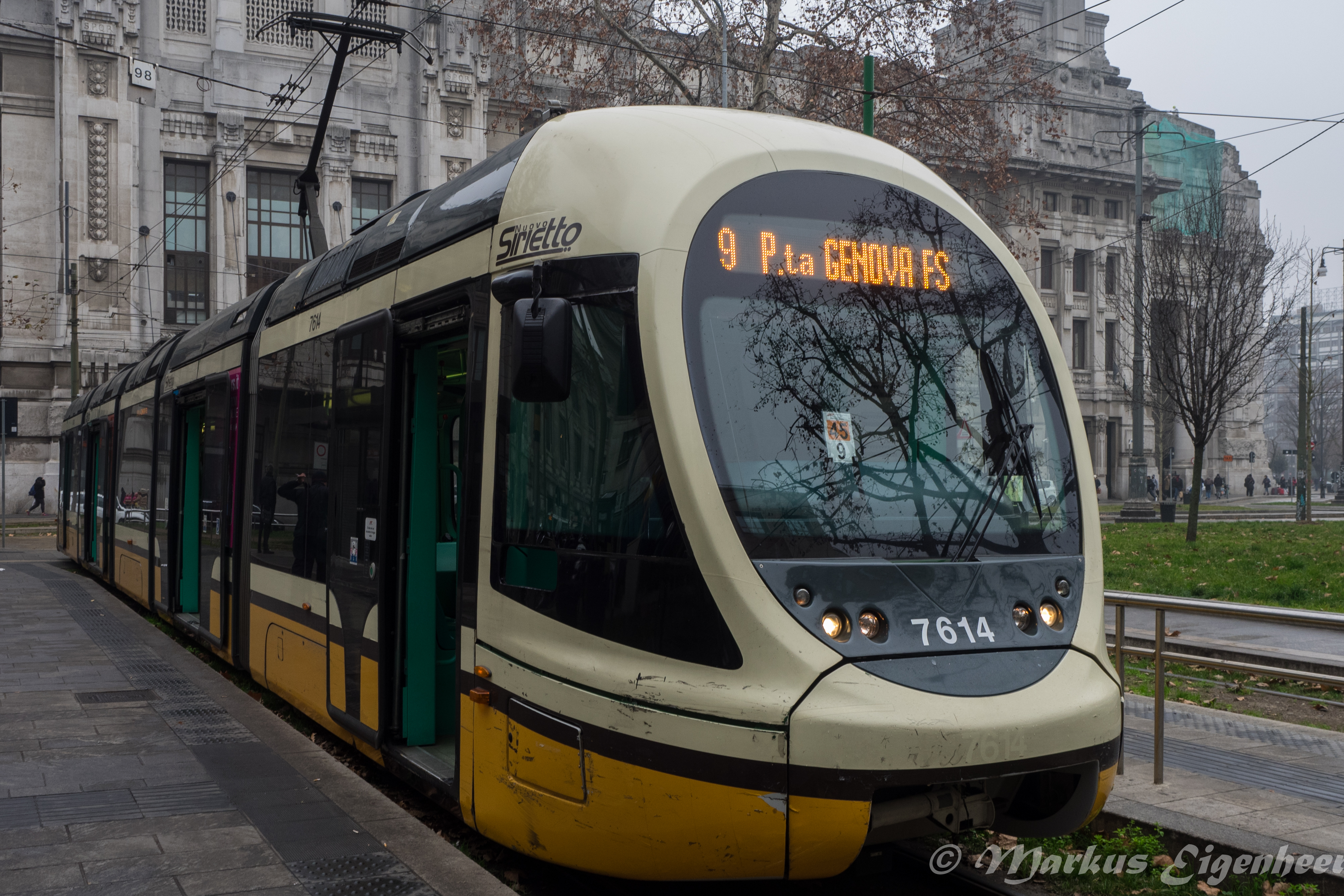
塗装が変更された7600形（7614）（2016年撮影）

## 関連形式
- 7100形 - ミラノ市電で使用されている「シリオ」。7500形・7600形よりも全長が長い7車体連接車である[1][5]。

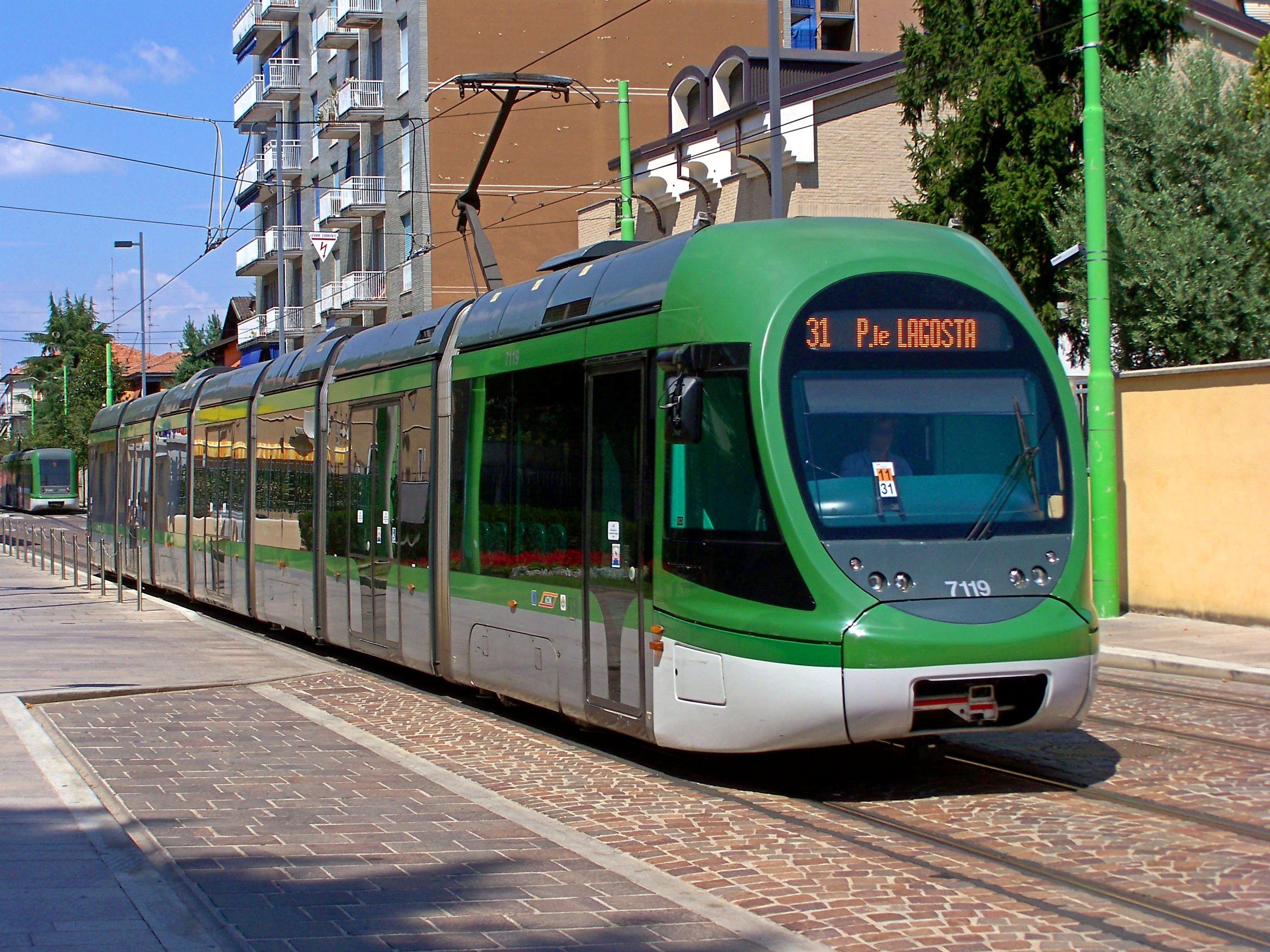
7100形（7119）（2012年撮影）

## 参考資料
- Pietro Ferrari (aprile 2002). “Sirio brilla a Milano”. I Treni (236):  28-31.
- Neil Pulling (October 2017). “SYSTEMS FACTFILE: No.120 Milan, Italy”. Tramways & Urban Transit (LRTA) 958:  304-308.  オリジナルの2019-08-12時点におけるアーカイブ。 2024年12月5日閲覧。.